# وزارة الدفاع الوطني (تايوان)
وزارة الدفاع الوطني لجمهورية الصين (بالصينية: 中華民國國防部) هي وزارة جمهورية الصين (تايوان) مسؤولة عن جميع الشؤون الدفاعية والعسكرية لتايوان.

## تاريخ
تأسست وزارة الدفاع الوطني كوزارة الحرب في عام 1912 عند إنشاء جمهورية الصين. في عام 1946 تم تغيير اسمها إلى وزارة الدفاع الوطني. كان مقر الجيش سابقا في شرق نانجينغ بالقرب من قصر مينغ، لكن مقر الوزارة اليوم يقع في منطقة تشونغشان في تايبيه.

## وصلات خارجية
- الموقع الرسمي لوزارة الدفاع الوطني باللغة الصينية المبسطة
- الموقع الرسمي لوزارة الدفاع الوطني (إنجليزي)